# Decanaat Gennep

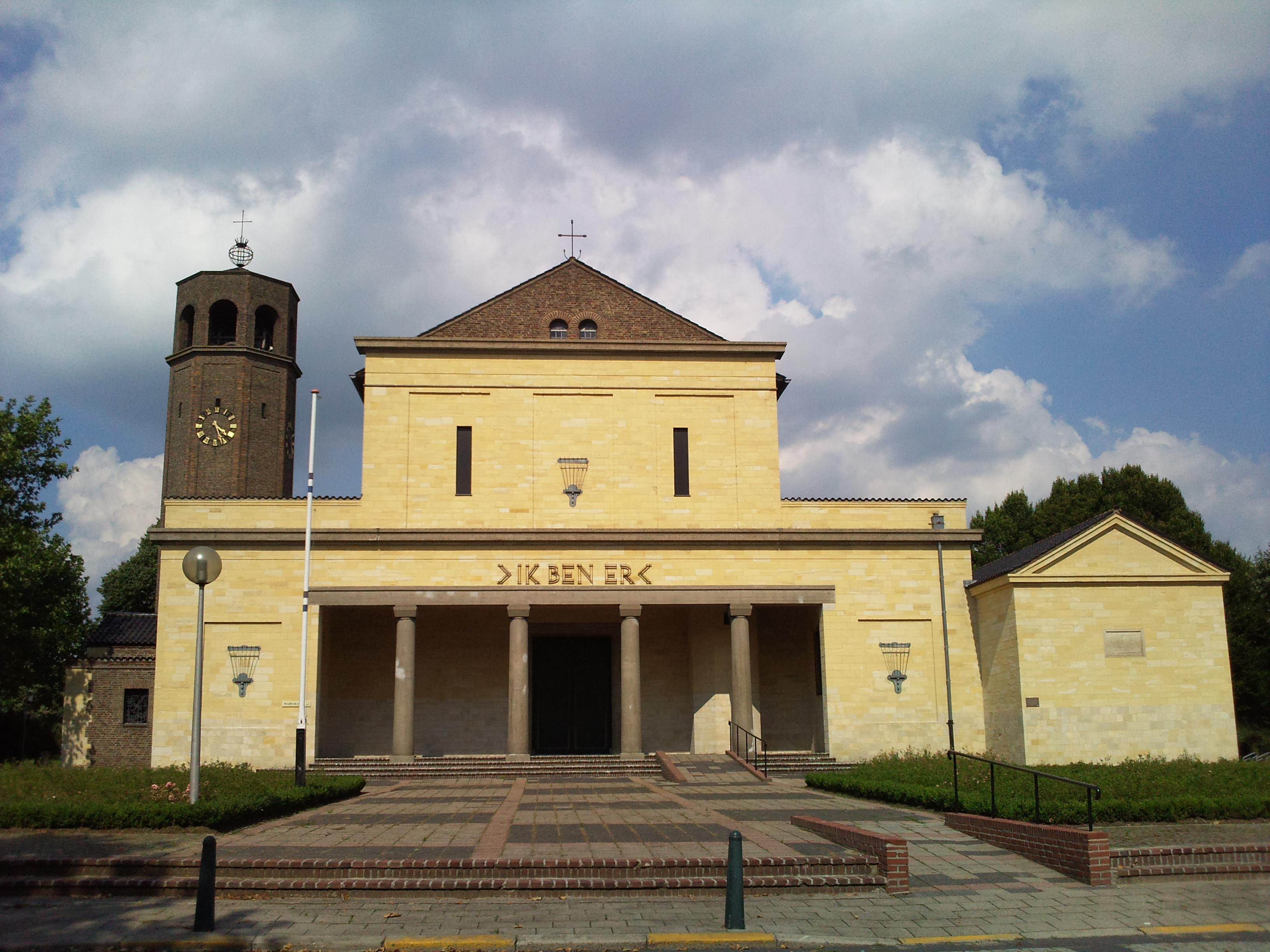
De Sint-Martinuskerk in Gennep

Het decanaat Gennep is een voormalig decanaat in het bisdom Roermond. Het ging op in het decanaat Venray-Gennep.
Het decanaat bestond van 4 april 1862 tot en met 9 september 2007. De facto bestaat het decanaat nog steeds en is de deken van Venray tevens deken van Gennep. Voor 1862 viel Gennep onder het decanaat Venray. De Sint-Martinuskerk in Gennep was de hoofdkerk van het decanaat.
Het decanaat Gennep bestond in 2007 uit de volgende parochies:
- H.H.Cosmas en Damianus te Afferden;
- H. Petrus te Bergen;
- H.Martinus te Gennep;
- H.Norbertus te Gennep;
- H.Dionysius te Heijen;
- H.H. Lambertus en Brigida te Middelaar;
- O.L.V. van Altijddurende Bijstand te Milsbeek;
- O.L.V. van Zeven Smarten te Molenhoek;
- H. Antonius Abt te Mook;
- H. Johannes de Doper te Ottersum;
- H. Jozef te Siebengewald;
- H.Antonius Abt te Ven-Zelderheide;
- H. Vitus te Well;
- H.Catharina te Wellerlooi.

De parochies van Mook, Molenhoek, Middelaar, Ottersum, Milsbeek en Ven-Zelderheide staan ook bekend als het parochiecluster VOMMMM. 

## Dekens van Gennep
- Deken Joannes Bernardussen, 1862-1875
- Deken Gerardus Beckers, 1875-1887
- Deken Joannes Janssen, 1887-1888
- Deken Andreas van Soest, 1888-1891
- Deken Christianus Creemers, 1891-1900
- Deken Henricus Joosten, 1900-1906
- Deken J Wouters, 1906-1910
- Deken Andreas Joosten, 1911-1926
- Deken Herman Kreyelmans, 1926-1945
- Deken Winandus Janssen, 1945-1968
- Deken J Akkers, 1968-1978
- Deken M Gelissen, 1978-1982
- Deken Evert Huisman, 1982-2007